# Kapingamarangi jezik
Kapingamarangi jezik (kirinit; ISO 639-3: kpg), polinezijski jezik ellicejske podskupine, kojim govori 3 000 ljudi (1995 SIL) na Karolinima, u Federativnim državama Mikronezije, točnije na otoku Kapingamarangi (1 500) i 1 500 u selu Porakiet na otoku Ponape. 
Uz materinski jezik u upotrebi su i neki strani jezik, kao engleski, japanski ili ponapeanski. Pripadnici etničke grupe Kapinga često osnivaju bračne zajednice s polinezijskim narodom Nukuoro.

## Vanjske poveznice
- Ethnologue (14th)
- Ethnologue (15th)